# Kypselos (Athen)
Kypselos (altgriechisch Κύψελος), der Vater des Miltiades des Älteren, stammte aus einer angesehenen Athener Familie, die ihre Wurzeln auf Aiakos zurückführte. Philaios, der Sohn des Ajax des Großen, soll der erste gewesen sein, der in Athen siedelte. Nach Herodot soll Kypselos sehr wohlhabend gewesen sein und konnte sich einen eigenen vierspännigen Wagen leisten.
Möglicherweise ist er identisch mit dem Archon eponymos des Jahres 597/96 v. Chr.